# Сугокліївка
Суго́кліївка — село в Україні, у Кетрисанівській сільській громаді Кропивницького району Кіровоградської області. Населення становить 511 осіб. Колишній центр Сугокліївської сільської ради.

## Населення
Згідно з переписом УРСР 1989 року чисельність наявного населення села становила 594 особи, з яких 281 чоловік та 313 жінок.
За переписом населення України 2001 року в селі мешкало 511 осіб.

### Мова
Розподіл населення за рідною мовою за даними перепису 2001 року:
| Мова       | Відсоток |
| ---------- | -------- |
| українська | 90,61 %  |
| російська  | 5,87 %   |
| білоруська | 1,37 %   |
| молдовська | 1,37 %   |
| болгарська | 0,39 %   |
| вірменська | 0,20 %   |
| гагаузька  | 0,20 %   |